# Potenzmengenkonstruktion
Die Potenzmengenkonstruktion (Myhill-Konstruktion oder auch Teilmengenkonstruktion) ist ein Verfahren, das einen nichtdeterministischen endlichen Automaten (NEA) in einen äquivalenten deterministischen endlichen Automaten (DEA) umwandelt. Das Verfahren dient als konstruktiver Beweis für die Äquivalenz der beiden Automatenmodelle.

## Grundidee
Die Zustände des konstruierten deterministischen Automaten DEA sind Mengen von Zuständen des nichtdeterministischen Automaten NEA. Ein Zustand vom DEA kodiert dabei all diejenigen Zustände, in denen sich der äquivalente nichtdeterministische Automat NEA zu einem bestimmten Zeitpunkt befinden könnte. Ein Zustandsübergang im DEA ist deterministisch, da sein Folgezustand aus der Menge aller möglichen Folgezustände besteht, in die ein NEA unter einer bestimmten Eingabe gelangen kann.
Das Verfahren heißt Potenzmengenkonstruktion, weil die Zustände des konstruierten Automaten Mengen von Zuständen des Ausgangsautomaten sind und daher die konstruierte Zustandsmenge Teil der Potenzmenge der Zustandsmenge des Ausgangsautomaten ist.
Die Potenzmengenkonstruktion ergibt nicht notwendigerweise einen minimalen deterministischen endlichen Automaten.

## Theoretischer Rahmen
Die Wissenschaftler Michael O. Rabin und Dana Scott wurden 1976 für ihre Arbeiten im Bereich der Automatentheorie mit dem Turing Award ausgezeichnet. Um den nach ihnen benannten Satz
Jede von einem NEA akzeptierte Sprache ist auch durch einen DEA akzeptierbar.
beweisen zu können, wird ein Algorithmus konstruiert, der jedem NEA einen äquivalenten DEA zuweist.

## Konstruktion
Zu einem nichtdeterministischen Automaten {\displaystyle {\mathcal {NA}}=(Q,\Sigma ,\delta ,q_{0},F)} konstruiere einen äquivalenten deterministischen Automaten {\displaystyle {\mathcal {A}}=(Q',\Sigma ,\delta ',q_{0}',F')} folgendermaßen:
1. Starte mit leeren Zustandsmengen {\displaystyle Q\!\,'} und {\displaystyle F\!\,'}.
2. Wähle den Startzustand {\displaystyle q_{0}\!\,'} von {\displaystyle {\mathcal {A}}} als einelementige Menge {\displaystyle q_{0}\!\,'=\{q_{0}\}} des Startzustandes {\displaystyle q_{0}\in Q} von {\displaystyle {\mathcal {NA}}}. Füge {\displaystyle q_{0}\!\,'} zur Menge der Zustände {\displaystyle Q\!\,'} hinzu.
3. Für alle Zustände {\displaystyle q\!\,'}, die bereits in {\displaystyle Q\!\,'} enthalten sind:
  - Für jedes Eingabezeichen {\displaystyle s\in \Sigma }:
    - Konstruiere einen Folgezustand {\displaystyle q''\!\,} als Menge aller Zustände, die {\displaystyle {\mathcal {NA}}} ausgehend von einem Zustand aus {\displaystyle q'\!\,} unter Eingabe von {\displaystyle s\!\,} erreichen kann. Also {\displaystyle q'':=\bigcup \{\delta (r,s)|r\in q'\}\!\,}.
    - Füge den Zustand {\displaystyle q\!\,''} zu {\displaystyle Q\!\,'} hinzu, falls er noch nicht in der Menge der Zustände von {\displaystyle {\mathcal {A}}} enthalten ist.
    - Ergänze die Übergangsfunktion {\displaystyle \delta \!\,'} um den Übergang {\displaystyle \delta \!\,'(q',s)=q''}.
4. Wiederhole Schritt 3. so lange, bis sich {\displaystyle Q\!\,'} und {\displaystyle \delta \!\,'} nicht mehr ändern.
5. Wähle die Menge der Finalzustände {\displaystyle F\!\,'} von {\displaystyle {\mathcal {A}}} als diejenige Teilmenge von {\displaystyle Q\!\,'}, deren Zustände einen Finalzustand aus {\displaystyle F\!\,} enthalten.

Bemerkung: {\displaystyle {\mathcal {A}}} kann am Ende bis zu {\displaystyle 2^{|Q|}} Zustände haben. Dies ist aber unvermeidlich, weil Sprachen existieren (z. B. {\displaystyle (0|1)^{*}0(0|1)^{n}}), die von einem NEA mit {\displaystyle n+2} Zuständen akzeptiert werden, die aber {\displaystyle 2^{n+1}} Myhill-Nerode-Äquivalenzklassen haben, womit ein äquivalenter DEA mindestens {\displaystyle 2^{n+1}} Zustände haben muss.

## Formales
Sei {\displaystyle A=\left(Q,\Sigma ,\delta ,s,F\right)} ein nichtdeterministischer endlicher Automat mit der Zustandsmenge {\displaystyle Q\!\,}, dem Eingabealphabet {\displaystyle \Sigma \!\,}, der Übergangsfunktion {\displaystyle \delta \colon Q\times (\Sigma \,\cup \{\epsilon \})\to {\mathcal {P}}(Q)\!\,}, dem Startzustand {\displaystyle s\!\,} und der Menge der Finalzustände {\displaystyle F\!\,}. Seien weiterhin
{\displaystyle E:Q\rightarrow {\mathcal {P}}(Q)}, so dass {\displaystyle \forall q\in Q:q\in E(q)} und {\displaystyle r\in E(q)\Leftrightarrow \exists p\in E(q):r\in \delta (p,\epsilon )}, der {\displaystyle \epsilon \!\,}-Abschluss eines Zustands unter {\displaystyle \delta \!\,,}
{\displaystyle s'\!\,:=E(s)}, der {\displaystyle \!\,\epsilon }-Abschluss von {\displaystyle s\!\,} unter {\displaystyle \delta \!\,,}
{\displaystyle {\tilde {\delta }}:{\mathcal {P}}(Q)\times \Sigma \to {\mathcal {P}}(Q)}, mit {\displaystyle {\tilde {\delta }}(q',a):=\bigcup \{E(r)|p\in q',r\in \delta (p,a)\},}
{\displaystyle Q'\subseteq {\mathcal {P}}(Q)}, so dass {\displaystyle Q'} die kleinste Menge ist mit {\displaystyle s'\in Q'} und {\displaystyle \forall q'\in Q',\forall a\in \Sigma :{\tilde {\delta }}(q',a)\in Q',}
{\displaystyle \delta '\colon Q'\times \Sigma \to Q',\delta ':={\tilde {\delta }}\mid _{Q'\times \Sigma },}
{\displaystyle F':={\Big \{}q'\in Q'|q'\cap F\neq \emptyset {\Big \}}.}
Daraus ergibt sich der zu {\displaystyle A\!\,} äquivalente deterministische endliche Automat {\displaystyle A'\!\,} als:
{\displaystyle A'=\left(Q',\Sigma ,\delta ',s',F'\right)}

## Beispiele

### Automat zum regulären Ausdruck (a|b)*aba
Gegeben sei der nichtdeterministische Automat {\displaystyle {\mathcal {NA}}={\Big (}\{s_{0},s_{1},s_{2},s_{3}\},\Sigma ,\delta ,s_{0},\{s_{3}\}{\Big )}} über dem Alphabet {\displaystyle \Sigma \!\,=\{a,b\}} mit der tabellarisch gegebenen Übertragungsrelation {\displaystyle \delta \!\,}:
| δ                         | a                                   | b                             |
| ------------------------- | ----------------------------------- | ----------------------------- |
| {\displaystyle s_{0}\!\,} | {\displaystyle \{s_{0}\!\,,s_{1}\}} | {\displaystyle \{s_{0}\}\!\,} |
| {\displaystyle s_{1}\!\,} | {\displaystyle \emptyset }          | {\displaystyle \{s_{2}\}\!\,} |
| {\displaystyle s_{2}\!\,} | {\displaystyle \{s_{3}\}\!\,}       | {\displaystyle \emptyset }    |
| {\displaystyle s_{3}\!\,} | {\displaystyle \emptyset }          | {\displaystyle \emptyset }    |

Eine graphische Darstellung des Ausgangsautomaten sieht folgendermaßen aus:
Nach obiger Konstruktion ergeben sich die Zustandsmenge {\displaystyle Q\!\,'=\{S_{0}',S_{1}',S_{2}',S_{3}'\}} und die Übertragungsfunktion {\displaystyle \delta \!\,'} des äquivalenten deterministischen Automaten wie folgt:
| δ'                                               | a                                         | b                                   |
| ------------------------------------------------ | ----------------------------------------- | ----------------------------------- |
| {\displaystyle S_{0}\!\,'=\{s_{0}\}}             | {\displaystyle \{s_{0},s_{1}\}\!\,}       | {\displaystyle \{s_{0}\}\!\,}       |
| {\displaystyle S_{1}\!\,'=\{s_{0},s_{1}\}}       | {\displaystyle \{s_{0},s_{1}\}\!\,}       | {\displaystyle \{s_{0},s_{2}\}\!\,} |
| {\displaystyle S_{2}\!\,'=\{s_{0},s_{2}\}}       | {\displaystyle \{s_{0},s_{1},s_{3}\}\!\,} | {\displaystyle \{s_{0}\}\!\,}       |
| {\displaystyle S_{3}\!\,'=\{s_{0},s_{1},s_{3}\}} | {\displaystyle \{s_{0},s_{1}\}\!\,}       | {\displaystyle \{s_{0},s_{2}\}\!\,} |

Daraus leitet sich die Menge der Finalzustände {\displaystyle F\!\,'=\{S_{3}'\}} ab, da nur {\displaystyle S_{3}\!\,'=\{s_{0},s_{1},s_{3}\}} den Finalzustand {\displaystyle s_{3}\!\,} des Ausgangsautomaten enthält. Insgesamt ergibt sich der deterministische Automat {\displaystyle {\mathcal {A}}=(Q',\Sigma ,\delta ',s_{0}',F')}, der folgende graphische Darstellung besitzt:

### Automat zum regulären Ausdrucka(a|b)*b
|                                                                 |
| NEA für den regulären Ausdruck {\displaystyle a(a\|b)^{*}b\!\,} |

| δ'                                         | a                             | b                                   |
| ------------------------------------------ | ----------------------------- | ----------------------------------- |
| {\displaystyle S_{0}'=\{s_{0}\}\!\,}       | {\displaystyle \{s_{1}\}\!\,} | {\displaystyle \emptyset }          |
| {\displaystyle S_{1}'=\{s_{1}\}\!\,}       | {\displaystyle \{s_{1}\}\!\,} | {\displaystyle \{s_{1},s_{2}\}\!\,} |
| {\displaystyle S_{2}'=\{s_{1},s_{2}\}\!\,} | {\displaystyle \{s_{1}\}\!\,} | {\displaystyle \{s_{1},s_{2}\}\!\,} |
| {\displaystyle 0=\emptyset }               | {\displaystyle \emptyset }    | {\displaystyle \emptyset }          |

|                                                                 |
| DEA für den regulären Ausdruck {\displaystyle a(a\|b)^{*}b\!\,} |